# Adrian Schenker
Pour les articles homonymes, voir Schenker.
Adrian Schenker, né en 1939 à Zurich, est un dominicain et bibliste suisse spécialiste de l'Ancien Testament.

## Biographie
En 1967, Adrian Schenker est nommé chargé des cours d’hébreu biblique à l'Université de Fribourg. Il y devient privat-docent en 1973, puis professeur titulaire en 1982. Il occupe en outre la charge de vice-recteur de 1983 à 1988.

## Publications
- Adrian Schenker (dir.) et Philippe Hugo (dir.), L'enfance de la Bible hébraïque : Histoire du texte de l'Ancien Testament, Genève, Labor et Fides, coll. « Le Monde de la Bible / 52 », 2005, 318 p. (ISBN 2-8309-1156-3)
- Le Seigneur choisira-t-il le lieu de son nom ou l’a-t-il choisi? L’apport de la Bible Grecque ancienne à l’histoire du texte Samaritain et Massorétique
- Adrian Schenker, Chemins bibliques de la non-violence, Genève, CLD, 1987, 175 p. (ISBN 2-85443-131-6)
- (fr + de + en) Adrian Schenker, Clemens Locher et H.G.M. Williamson, Un maître de la critique textuelle, Dominique Barthélemy : l'édition de la Critique textuelle de l'Ancien Testament (1982-2015), Louvain ; Paris ; Bristol, Peeters, coll. « Cahiers de la Revue biblique » (no 91), XI-68 p. (ISBN 9789042936423, OCLC 1037676796, présentation en ligne)[2]